# Cyclichthys orbicularis
Cyclichthys orbicularis är en fiskart som först beskrevs av Bloch 1785.  Cyclichthys orbicularis ingår i släktet Cyclichthys och familjen piggsvinsfiskar. Inga underarter finns listade i Catalogue of Life.